# Montgobert
Montgobert es una comuna francesa situada en el departamento de Aisne, de la región de Alta Francia.
Los habitantes se llaman Montgobertois y Montgobertoises.

## Geografía
Está ubicada a 15 km al suroeste de Soissons.

## Demografía
| 171 | 155 | 184 | 197 | 194 | 185 | 195 | 204 | 195 |
| Para los censos de 1962 a 1999 la población legal corresponde a la población sin duplicidades (Fuente: INSEE [Consultar]) |     |     |     |     |     |     |     |     |